# Тристан Јанкович
Тристан Јанкович (енгл. Tristan Jankovics, мађ. Trisztán Jаnkovics) је канадски такмичарски пливач, који се првенствено такмичи у мешовитим дисциплинама. Јанковић је рођен у Гвелфу, а одрастао је у Пуслинчу.

## Каријера
Канађанин прве генерације чији су родитељи емигрирали из Југославије, почео је да се такмичи у пливању са 5 година у Гвелфу у Канади. Тренутно студира електротехнику на Државном универзитету Охајо.
Јанкович је представљао Канаду на међународном нивоу на јуниорском првенству Пацифика 2022. где је његов најбољи резултат био седмо место у трци на 100 метара леђно. На тркама на канадском изборном такмичењу у пливању 2023. заузео је треће место у дисциплини 50 метара леђно. Касније тог лета, освојио је три златне медаље на канадском првенству 2023. у дисциплинама 200 метара слободно, 200 м ИМ и 400 м ИМ.

## Олимпијске игре у Паризу 2024.
Године 2024. на канадским изборним такмичењима, Јанкович је био бољи за пет секунди од свог претходног најбољег резултата у појединачној дисциплини 400 метара мешовито и прошао квалификације јер је пливао у времену бољим од олимпијског А стандарда. На крају канадских пливачких трибина 2024, Јанкович је именован у канадски Олимпијски тим 2024.

### Светско првенство у Будимпешти 2024.
Тристан Јанкович је представљао Канаду на Светском првенству у пливању (25m) у Будимпешти одржаним од 10 до 15 децембра 2024. године. Тристан је пливао у дисциплини 400 метара мешовито и у квалификацијама је поставио нови рекорд Канаде који је сада 4:02,01 и са овим резултатом стигао је као први у својој квалификационој групи. Рекорд је био стар 21 годину и био је постављен од стране Брајана Џонса и тада је то био светски рекорд. 
Резултати по стилу
- Лептир 55.15
- Леђно 1:01.19
- Прсно 1:09.15
- Слободно 56.52 [8]

Са овим новим резултатом Јанкович се пласирао у финале као трећи у укупном збиру. У финалу је испливао стазу у времену од 4:00,57 што је било довољно тек за шесто место.